# Pseudomiza ochrilinea
Pseudomiza ochrilinea är en fjärilsart som beskrevs av W. Warren 1896. Pseudomiza ochrilinea ingår i släktet Pseudomiza och familjen mätare. Inga underarter finns listade.